# 프세우다글로이속
프세우다글로이속(Pseudagloë)은 녹조강 클라미도모나스목에 속하는 녹조류 속의 하나이다. 카르테리아과(Carteriaceae)의 유일속으로 4종으로 이루어져 있다. 민물에서 생활하는 조류이다. 카르테리아속 (Carteria)은 현재 클라미도모나스과로 분류한다.

## 하위 종
- Pseudagloë crucifera
- Pseudagloë micronucleolata
- Pseudagloë multifissa
- Pseudagloë polychloris